# Missies en projecten van de Europese Ruimtevaartorganisatie

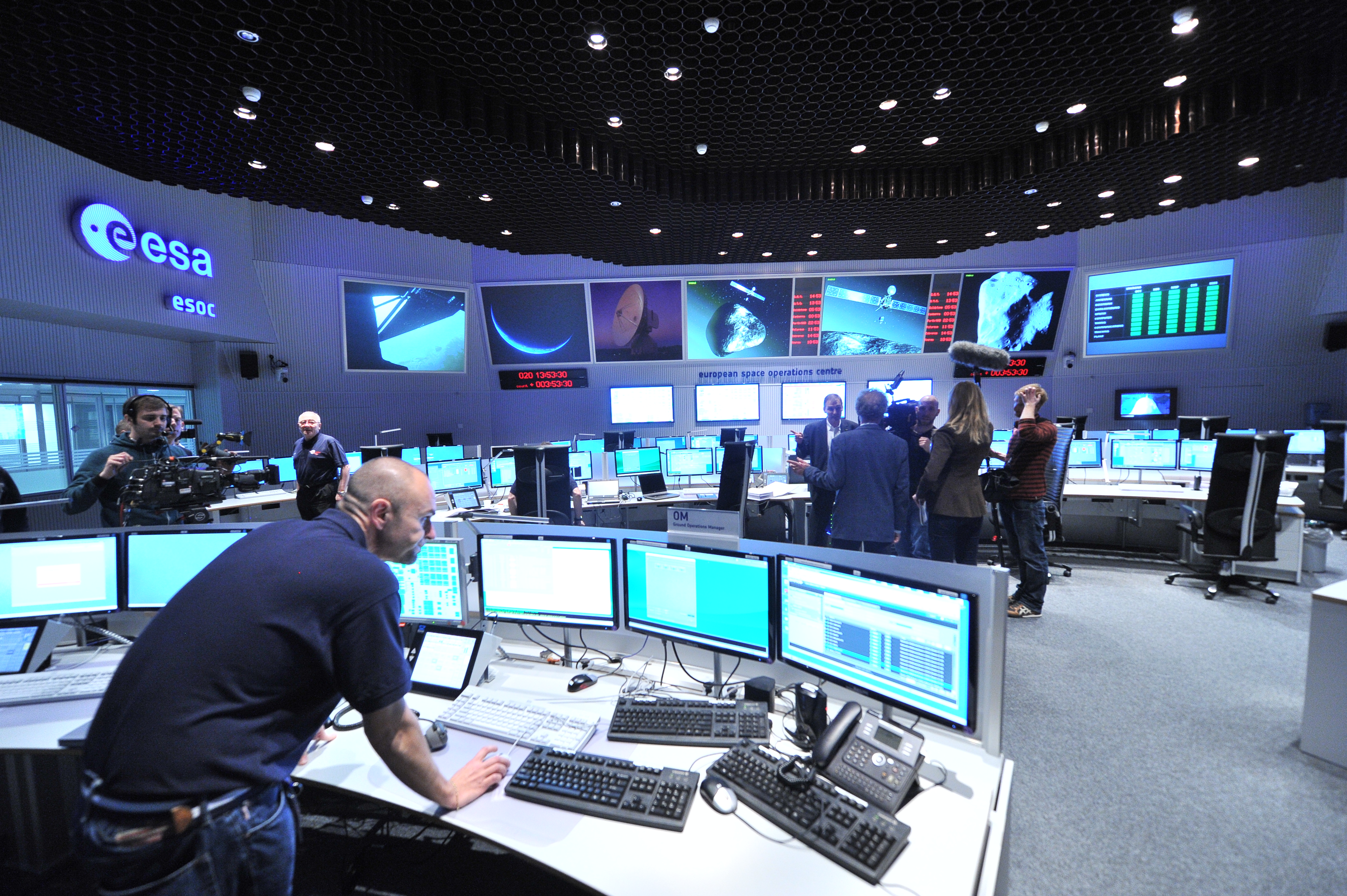
Controleruimte ESOC in Darmstadt, Duitsland

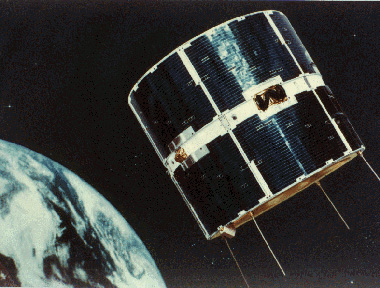
COS-B, de eerste satelliet van ESA

Het Europees Ruimteagentschap (ESA) voert missies uit in de ruimte die vaak ook in samenwerking met andere nationale ruimteagentschappen zoals de Japan Aerospace Exploration Agency (JAXA), het Centre national d'études spatiales (CNES), het Italiaans ruimteagentschap (ASI), het Duitse Lucht- en Ruimtevaartcentrum (DLR), de National Aeronautics and Space Administration (NASA) en de China National Space Administration (CNSA) worden uitgevoerd. De portfolio van missies omvat ook publiek-private samenwerkingsmissies waarvan een aantal met Europese satellietoperatoren zoals EUMETSAT, Eutelsat en Inmarsat.
Een hoofdbestanddeel van de wetenschapsmissies van de ESA is ondergebracht in het Cosmic Vision programma, een reeks wetenschappelijke missies die door de ESA via competitie zijn uitgekozen, vergelijkbaar met NASA 's Discovery- en New Frontiers programma's. Het was de opvolger van de Horizon 2000 en Horizon 2000+ programma's die missies voortbrachten zoals Huygens, Rosetta en Gaia.
Elke wetenschapsmissie is onderverdeeld in twee categorieën: "Zon en zonnestelsel" missies die het zonnestelsel bestuderen, en "Astrophysics" missies die interstellaire astronomie bestuderen. Een soortgelijk programma gericht op aardobservatie, bekend als het Living Planet-programma, heeft verschillende "Earth Explorers" gelanceerd, zoals GOCE en Swarm, die individueel vele vormen van geowetenschappen dienen. Een aantal missies van ESA zijn ook gelanceerd en uitgevoerd buiten een programma, zoals het geval is met missies zoals Giotto, Ulysses en Mars Express.

## Wetenschappelijke programma's

### Horizon 2000

#### Cornerstone missies
| Codering | Satelliet                | Lancering             | Status       | Toelichting |
| -------- | ------------------------ | --------------------- | ------------ | --- |
| 1        | SOHO                     | 2 december 1995       | Operationeel | Gezamenlijke ESA - NASA missie voor observatie van de zon die real-time gegevens levert voor ruimteweersvoorspellingen.         |
| 1        | Cluster                  | 4 juni 1996           | Mislukt      | Aardobservatiemissie waarbij vier identieke ruimtevaartuigen werden gebruikt voor bestudering van de magnetosfeer van de Aarde. |
| 1        | Cluster 2                | juli en augustus 2000 | Operationeel | Geslaagde vervangingsmissie. |
| 2        | XMM-Newton               | december 1999         | Operationeel | Röntgenruimtetelescoop die het volledige scala aan kosmische röntgenbronnen bestudeert.                                         |
| 3        | Rosetta                  | 2 maart 2004          | Voltooid     | Komeet 67P/Tsjoerjoemov-Gerasimenko missie, studie van kometen en hun evolutie.                                                 |
| 4        | Ruimtetelescoop Herschel | 14 mei 2009           | Voltooid     | Infrarood ruimtewaarnemingsmissie voor algemene astronomie.                                                                     |

#### Middelgrote missies
| Codering | Satelliet | Lancering    | Status       | Toelichting |
| -------- | --------- | ------------ | ------------ | --- |
| 1        | Huygens   | oktober 1997 | Voltooid     | Titan lander onderdeel van de Cassini-Huygens-missie; eerste landing in het buitenste zonnestelsel.             |
| 2        | INTEGRAL  | oktober 2002 | Operationeel | Ruimteobservatorium voor gammastraling, ook in staat om röntgenstraling en zichtbare golflengten waar te nemen. |
| 3        | Planck    | mei 2009     | Voltooid     | Kosmologische missie die de kosmische microgolfachtergrond en zijn anisotropieën in kaart bracht.               |

### Horizon 2000+
| Codering | Satelliet       | Lancering        | Status       | Toelichting                                                                                      |
| -------- | --------------- | ---------------- | ------------ | ------------------------------------------------------------------------------------------------ |
| 1        | Gaia            | 19 december 2013 | Operationeel | Astrometriemissie meet posities en afstanden van meer dan een miljard objecten in de Melkweg.    |
| 2        | LISA Pathfinder | 3 december 2015  | Voltooid     | Demonstratie van technologieën voor de Cosmic Vision LISA Gravitational-wave observatory missie. |
| 3        | BepiColombo     | 20 oktober 2018  | Operationeel | Gezamenlijke ESA-JAXA verkenningsmissie naar Mercurius met twee ruimtevaartuigen.                |

### Cosmic Vision

#### S-klasse missies
| Codering | Satelliet | Lancering        | Status       | Toelichting |
| -------- | --------- | ---------------- | ------------ | --- |
| S1       | CHEOPS    | 18 december 2019 | Operationeel | Ruimtetelescoopmissie gericht op het bestuderen van bekende exoplaneten.                                                       |
| S2       | SMILE     | 2025             | Planning     | Gezamenlijke ESA-CAS aardobservatiemissie, die de interactie tussen de magnetosfeer van de planeet en de zonnewind bestudeert. |

#### M-klasse missies
| Codering | Satelliet     | Lancering        | Status       | Toelichting                                                                                    |
| -------- | ------------- | ---------------- | ------------ | ---------------------------------------------------------------------------------------------- |
| M1       | Solar Orbiter | 10 februari 2020 | Operationeel | Zonne-observatorium ontworpen om in-situ studies van de zon uit te voeren.                     |
| M2       | Euclid        | 1 juli 2023      | Operationeel | Zichtbare en nabij-infrarood ruimtewaarnemingen gericht op donkere materie en donkere energie. |
| M3       | PLATO         | 2026             | Planning     | Kepler - achtige ruimtewaarnemingen, gericht op het ontdekken en observeren van exoplaneten.   |
| M4       | ARIEL         | 2026             | Planning     | Op Planck gebaseerde ruimtewaarnemingen die de atmosfeer van bekende exoplaneten bestudeert.   |
| M5       | EnVision      | 2031             | Planning     | Inventarisatie van de geoloische kenmerken van Venus.                                          |

#### L-klasse missies
| Codering | Satelliet | Lancering     | Status                            | Toelichting                                                                               |
| -------- | --------- | ------------- | --------------------------------- | ----------------------------------------------------------------------------------------- |
| L1       | JUICE     | 14 april 2023 | Gelanceerd, onderweg naar Jupiter | Missie naar Jupiter gericht op het bestuderen van de manen Europa, Ganymedes en Callisto. |
| L2       | Athena    | 2031          | Planning                          | Röntgentelescoop als opvolger van de XMM-Newton.                                          |
| L3       | LISA      | 2037          | planning                          | De eerste missie voor zwaartekrachtgolven in de ruimte.                                   |

#### F-klasse missies
| Codering | Satelliet         | Lancering     | Status   | Toelichting |
| -------- | ----------------- | ------------- | -------- | --- |
| F1       | Comet Interceptor | 2029          | Planning | Scheervlucht langs een Komeet.                                                                                            |
| F2       | ARRAKIHS          | 2030 en later | Planning | Onderzoek van honderd nabije sterrenstelsels en hun omgeving om dwergsterrenstelsels en stellaire stromen te onderzoeken. |

### Living Planet Program

#### Core missies
| Codering | Satelliet  | Lancering        | Status       | Toelichting |
| -------- | ---------- | ---------------- | ------------ | --- |
| 1        | GOCE       | 17 maart 2009    | Voltooid     | Nauwkeurig in kaart brengen van het zwaartekrachtsveld van de aarde. |
| 5        | ADM-Aeolus | 28 augustus 2018 | Voltooid     | Windprofielen voor geavanceerdere weersvoorspellingen. Het was de eerste satelliet die ESA gecontroleerd terug naar de aarde heeft laten vallen: na vijf jaar dienst viel Aeolus op 28 juli 2023 in de Atlantische Oceaan |
| 6        | EarthCARE  | 28 mei 2024      | Operationeel | Gezamenlijke ESA- JAXA missie gericht op de karakterisering van wolken en aërosolen samen met metingen van gereflecteerde en uitgezonden straling van het aardoppervlak.                                                  |
| 7        | Biomass    | 29 april 2025    | Operationeel | Koolstofkringloop en bosecologie, observatie van de ontwikkeling van bossen en hun kenmerken. |
| 9        | FORUM      | 2027             | Planning     | Meten van uitgaande ver-infraroodstraling van de aarde. |

#### Gelegenheidsmissies
| Codering | Satelliet | Lancering        | Status       | Toelichting |
| -------- | --------- | ---------------- | ------------ | --- |
| 2        | SMOS      | 2 november 2009  | Operationeel | Bestuderen van de waterkringloop en het klimaat van de aarde.                                                                |
| 3        | CryoSat 2 | 8 april 2010     | Operationeel | Gericht op het bestuderen van de poolijskappen van de aarde. Succesvolle herlancering van de mislukte eerste CryoSat missie. |
| 4        | Swarm     | 22 november 2013 | Operationeel | Missie met een drietal ruimtevaartuigen gelanceerd om het magnetische veld van de aarde te bestuderen.                       |
| 8        | FLEX      | 2025             | Planning     | Gericht op het meten van de hoeveelheid chlorofylfluorescentie in terrestrische vegetatie.                                   |

## Missies exclusief programma

### Verleden
| Satelliet                   | Lancering                        | Toelichting |
| --------------------------- | -------------------------------- | --- |
| ARD                         | 21 oktober 1998                  | Demonstratie om nieuwe technologieën te testen op het gebied van de terugkeer naar Aarde van een suborbitale ruimtecapsule.                                      |
| CoRoT                       | 27 december 2006                 | CNES-geleide ruimtetelescoop om te zoeken naar rotsachtige exoplaneten en de uitvoering van asteroseismologische studies.                                        |
| COS-B                       | 9 augustus 1975                  | Waarneming van gammastraling georganiseerd door de European Space Research Organization (ESRO), een voorloper van de ESA. De eerste door ESA gelanceerde missie. |
| CryoSat-1                   | 8 oktober 2005                   | Bestuderen van de poolkappen van de aarde. Mislukt bij lancering en opnieuw gelanceerd als CryoSat-2 in het Living Planet-programma.                             |
| Double Star                 | december 2003 en juli 2004       | Gezamenlijke CNSA - ESA aardobservatiemissie om de magnetosfeer van de planeet te bestuderen als aanvulling op de Horizon 2000 Clustermissie.                    |
| ECS                         | juni 1983 tot juli 1988          | Gezamenlijke Eutelsat en ESA-missie voor de lancering van de eerste generatie EUTELSAT-telecommunicatiesatellieten.                                              |
| Envisat                     | 1 maart 2002                     | Aardobservatie gericht op milieustudies, gebruikmakend van de grootste civiele aardobservatiesatelliet die ooit was gelanceerd.                                  |
| ERS-1 en ERS-2              | juli 1991 en april 1995          | ESA's eerste aardobservatiemissies. |
| EURECA                      | 31 juli 1992                     | Microzwaartekracht-testbed-missie met een reeks van vijftien instrumenten van verschillende Europese nationale ruimtevaartadministraties.                        |
| Exosat                      | 26 mei 1983                      | Eerste ESA-missie die volledig gewijd was aan de studie van röntgenstraling.                                                                                     |
| GEOS-1 en GEOS-2            | april 1977 en juli 1978          | Magnetosferische verkenningsmissie bestaande uit experimentele ladingen van verschillende Europese ruimtevaartadministraties.                                    |
| Giotto                      | 2 juli 1985                      | Eerste interplanetaire missie van ESA gericht op het uitvoeren van een vluchtt langs komeet Halley.                                                              |
| GIOVE-A                     | 28 december 2005                 | Demonstratie technologieën voor het Galileo satellietnavigatiesysteem.                                                                                           |
| Hipparcos                   | 8 augustus 1989                  | Eerste astrometrische missie ooit gelanceerd gericht op het catalogiseren sterren.                                                                               |
| ISEE-2                      | 22 oktober 1977                  | ESA-onderdeel van de serie magnetosferische waarnemingen van de gezamenlijke NASA -ESA International Sun-Earth Explorer.                                         |
| ISO                         | 17 november 1995                 | Waarneming van Infrarood voor algemene astronomie. |
| IXV                         | 11 februari 2015                 | Demonstratie van een experimenteel suborbitaal ruimtevaartuig voor herbruikbare draagraketten.                                                                   |
| IUE                         | 26 januari 1978                  | Gezamenlijke NASA-ESA- SERC missie voor de waarneming van ultraviolet straling voor algemene astronomie.                                                         |
| MARECS-familie              | december 1981 tot november 1984  | Gezamenlijk Inmarsat en ESA-programma maritiem communicatienetwerk.                                                                                              |
| Olympus                     | 12 juli 1989                     | Telecommunicatiesatelliet. |
| OTS-1 en OTS-2              | 13 september 1977 en 11 mei 1978 | Demonstratie van geostationair Satellietcommunicatie. OTS-1 ging verloren bij een mislukte lancering.                                                            |
| SSETI Express               | 27 oktober 2005                  | Drie CubeSats van ESA Education Office met camera’s en radiotransponders.                                                                                        |
| Schiaparelli                | 14 maart 2016                    | Demonstratie voor landingstechnologieën ontworpen voor ExoMars. Mislukt bij landing op Mars.                                                                     |
| SMART-1                     | 27 september 2003                | Demonstratie van instrumenten en technologieën die zullen worden gebruikt voor toekomstige ruimtemissies, De sonde werd aangedreven door een ionenmotor.         |
| Ulysses                     | 6 oktober 1990                   | Gezamenlijke ESA-NASA missie voor de obserervatie van de zon met een ruimtevaartuig in een polaire heliocentrische baan.                                         |
| Venus Express               | 9 november 2005                  | Gericht op langetermijnstudie en observatie van de atmosfeer van Venus.                                                                                          |
| YES2                        | 14 september 2007                | Missie van het ESA Education Office met 31,7 km lange kabels die onder andere gebruikt kunnen worden voor voortstuwing en stabilisatie. Gedeeltelijk mislukt.    |
| Meteosat (eerste generatie) | november 1977 tot september 1997 | Gezamenlijke meteorologische missie van EUMETSAT en ESA, bestaande uit zeven geostationaire satellieten, gelanceerd over een periode van twintig jaar.           |
| GIOVE-B                     | 27 april 2008                    | Tweede demonstratie voor het Galileo satellietnavigatiesysteem.                                                                                                  |

### Bezig
| Satelliet         | Lancering                      | Toelichting |
| ----------------- | ------------------------------ | --- |
| Alphasat          | 25 juli 2013                   | Gezamenlijke Inmarsat -ESA-missie om een geavanceerde geostationaire communicatiesatelliet te lanceren om Afrika, Azië en Europa te bedienen; de grootste ooit gebouwd door Europa.                 |
| EDRS              | januari 2016 tot 2017          | Geosynchronous optisch communicatienetwerk bestaande uit een constellatie van twee satellieten, EDRS-A en EDRS-C                                                                                    |
| Galileo           | vanaf oktober 2011             | Gezamenlijk ESA- GSA - geodesieproject om een inheems wereldwijd navigatiesatellietsysteem te creëren dat onafhankelijk is van de Russische GLONASS , Chinese Beidou en Amerikaanse GPS -systemen.  |
| Hera              | 7 oktober 2024                 | Europees onderdeel van de AIDA-missie. |
| Hubble            | 24 april 1990                  | Gezamenlijke NASA- ESA- STScl missie, uitgevoerd door een nabij-ultraviolet-, zichtbaar- en nabij-infraroodtelescoop.                                                                               |
| James Webb        | 25 december 2021               | Gezamenlijke NASA-ESA- CSA infrarood missie voor algemene astronomie en kosmologie. |
| Mars Express      | 2 juni 2003                    | orbitermissie gericht op het observeren van de planeet Mars door middel van beelden met een hoge resolutie en het uitvoeren van onderzoek naar de interactie van de planeet met het zonnestelsel.   |
| MSG               | van januari 2004 tot juli 2015 | Gezamenlijke meteorologische missie van EUMETSAT en ESA om de tweede generatie Meteosat-satellieten te lanceren, waarvan er vier werden gelanceerd over een periode van elf jaar.                   |
| MetOp             | oktober 2006 tot 2018          | Gezamenlijke eerste generati EUMETSAT-ESA operationele meteorologische missie bestaande uit drie satellieten gelanceerd over een periode van twaalf jaar.                                           |
| MTG               | vanaf december 2022            | Gezamenlijke meteorologische missie van EUMETSAT en ESA voor de lancering van de derde generatie Meteosat-satellieten.                                                                              |
| PROBA-1           | 22 oktober 2001                | Microsatelliet-aardobservatie en demonstratiemissie voor Low Earth Orbit-technologie voor verschillende nieuwe instrumenten.                                                                        |
| PROBA-2           | 2 november 2009                | Microsatelliet-aardobservatie en demonstratiemissie voor technologie in een lage baan om de aarde, die dienst doet als de tweede vlucht in de Proba-serie.                                          |
| PROBA-V           | 7 mei 2013                     | Microsatelliet gericht op het in kaart brengen van landbedekking en vegetatiegroei over de hele aarde in tweedaagse cycli; de derde missie in de Proba-serie.                                       |
| PROBA-3           | 5 december 2024                | Microsatellieten-zonobservatie- en formatievliegdemonstratiemissie, die dienst doet als de vierde vlucht in de PROBA-serie.                                                                         |
| Sentinel          | vanaf april 2014               | Reeks aardobservatiemissies als bijdrage van ESA aan het Copernicus-programma van de Europese Commissie.                                                                                            |
| Trace Gas Orbiter | 14 maart 2016                  | Mars-orbiter component van de ExoMars - astrobiologische missie, gericht op het observeren van methaan in de atmosfeer van de planeet voor aanwijzingen voor het vroeger- of huidige leven op Mars. |

### Gepland
| Satelliet               | Lancering           | Toelichting |
| ----------------------- | ------------------- | --- |
| MTG                     | vanaf december 2022 | Gezamenlijke EUMETSAT-ESA meteorologiemissie van de derde generatie Meteosat-satellieten.                                                        |
| Electra                 | gepland             | Gezamenlijke ESESES - telecommunicatiemissie, gebruikmakend van een ruimtevaartuig met elektrische voortstuwing.                                 |
| MetOp-SG                | 2025                | Gezamenlijke EUMETSAT-ESA operationele meteorologiemissie, lancering van de tweede generatie MetOp-satellieten waarvan er zes worden gelanceerd. |
| Vigil                   | 2031                | ESA ruimteweermissie. |
| Rosalind Franklin rover | 2028                | Eerste Europese Marsrover. |

### Geannuleerd
| Satelliet   | Toelichting |
| ----------- | --- |
| Darwin      | Voorgestelde exoplanetaire wetenschappelijke missie gericht op het rechtstreeks detecteren van aardachtige exoplaneten. Voorgesteld voor het Horizon 2000+-programma maar in 2007 geannuleerd.                       |
| Don Quijote | Concept voor een demonstratie voor het testen van technologieën voor het afbuigen van asteroïden. Verlaten na gebrek aan interesse van ESA.                                                                          |
| EChO        | Gericht op exoplanetaire wetenschap waarbij gebruik werd gemaakt van spectroscopische waarnemingen met hoge resolutie en meerdere golflengten.                                                                       |
| Eddington   | Concept voor een asteroseismologische missie ontworpen om exoplaneten te detecteren. Geannuleerd in 2003. |
| EXPERT      | Concept voor een vliegend hypersonisch ruimtevaartuig in samenwerking met Roscosmos. Voor onbepaalde tijd uitgesteld sinds 2012 vanwege de terugtrekking van Roscosmos uit het project.                              |
| Hermes      | Voorgesteld bemande ruimtevluchtprogramma rond een door CNES ontworpen herbruikbaar ruimtevliegtuig. Project geannuleerd in 1992 vanwege moeilijkheden bij het bereiken van financiële -en wetenschappelijke doelen. |
| Hopper      | Opvolger van Hermes, geannuleerd in 2005 wegens gebrek aan belangstelling. |